# Заводи альфа-олефінів у Сідар-Байу
Заводи альфа-олефінів у Сідар-Байу — складові частини нафтохімічного майданчику компанії Chevron Phillips, розташованого на північно-східній околиці міста Бейтаун (лежить на східному, протилежному від Х'юстона, березі річки San Jacinto).
На початковому етапі індустрії альфа-олефінів застосовували два методи їх продукування — шляхом дегідрогенізації важких фракцій (wax-cracking) та олігомеризації етилену. Заснована на першому принципі установка корпорації Chevron почала роботу у каліфорнійському Річмонді в 1962-му, а за два роки її замінив більш потужний завод, здатний виробляти 41 тисячу тонн альфа-олефінів на рік. Ще через два роки, у 1966-му, компанія Gulf Oil ввела в дію у Сідар-Байу свій завод, котрий спершу дозволяв отримувати олігомеризацією 54 тисячі тонн альфа-олефінів на рік, а в 1981-му був модернізований до показника у 91 тисячу тонн.
У першій половині 1980-х Chevron поглинула Gulf Oil, після чого в 1984-му зупинила свій завод у Річмонді, оскільки на той час продукування альфа-олефінів шляхом олігомеризації довело свою конкурентну перевагу. В 1986-му потужність майданчика у Сідар-Байу збільшили до 113 тисяч тонн, а на початку 1990-х — до понад 200 тисяч з можливістю подальшої модернізації та доведення випуску до 340 тисяч тонн на рік.
В 2000-му став до ладу другий завод, котрий подвоїв потужність майданчика та довів її до 680 тисяч тонн. Того ж року Chevron об'єдналась із корпорацією Phillips, котра раніше планувала інвестиції у власний завод альфа-олефінів. Тепер же об'єднана компанія продовжила розширення комплексу Сідар-Байу, потужність якого у другій половині 2000-х становила вже 705 тисяч тонн.
Технологія олігомеризації компанії Gulf (в її основі лежить ліцензія, придбана у німецької Ziegler) передбачала вихід широкого спектра альфа-олефінів. Так, у середині 1980-х 71 % припадав на фракції С6-С18, тоді як інші 29 % відносились до 1-бутену та фракцій С20+. Згодом збільшення світового споживання поліетилену різних марок призвело до відповідного зростання потреб у кополімерах, до яких відносяться легкі альфа-олефіни С4, С6, С8 (важчі представники цього гомологічного ряду необхідні, зокрема, для виробництва синтетичних мастильних матеріалів та мийних засобів). Хоча існуючі технології дозволяли випускати значні об'єми цих продуктів (наприклад, лише на 1-октен приходилась сьома частина потужності майданчику в Сідар-Байю у другій половині 2000-х — 98,5 тисячі тонн на рік), проте почалась розробка технологій, орієнтованих на випуск якогось конкретного альфа-олефіну. У 2014-му в Сідар-Байу стала до ладу установка з виробництва 1-гексену шляхом тримеризації етилену. На момент спорудження це був найбільший у світі об'єкт свого типу, здатний продукувати 250 тисяч тонн на рік.
Необхідний для роботи заводів етилен могли постачати як з розташованої у Сідар-Байу власної піролізної установки Chevron Phillips, так і через наявну в Техасі мережу етиленопроводів. А у 2018-му на майданчику Chevron Phillips запрацювала нова потужна установка парового крекінгу світового класу.